# Leonard Bramer

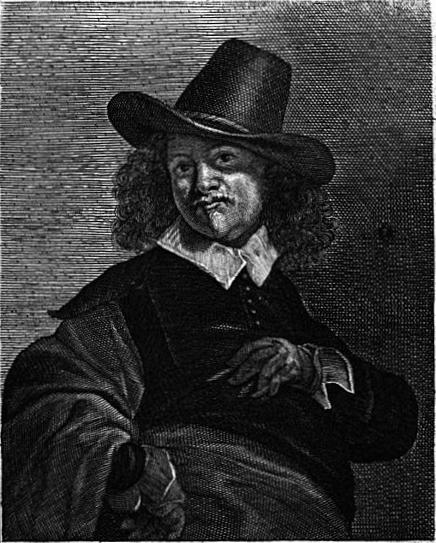
Leonard Bramer i Het Gulden Cabinet van de Edel Vry Schilderconst.

Leonard Bramer, född den 24 december 1596 i Delft, död där den 10 februari 1674, var en nederländsk målare.

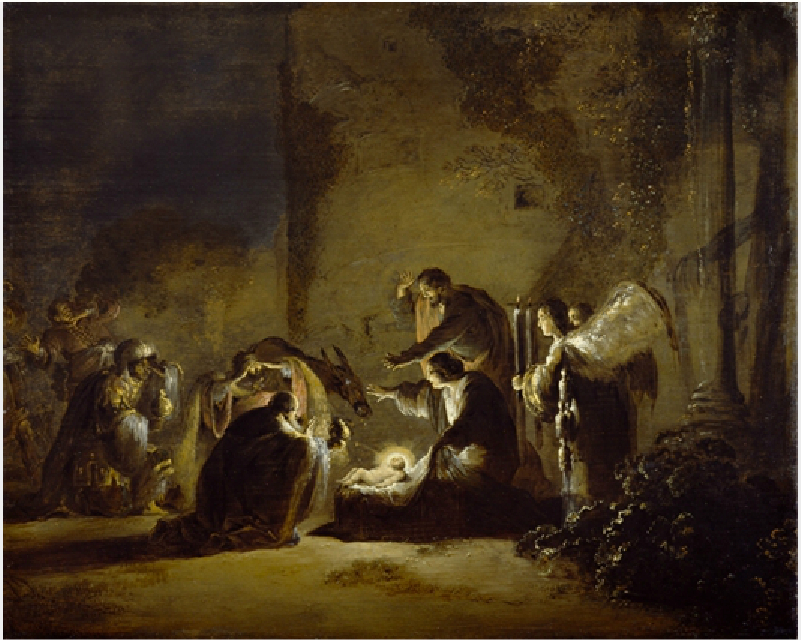
De tre vise männens tillbedjan av Bramer.

Bramer blev i Italien påverkad av Adam Elsheimer och slog sig på en liknande riktning som Rembrandt, med vars ljusdunkelbilder Bramer ibland förväxlats. Bramer målade bibliska och mytologiska scener, ofta i det fria, bland annat nattstyckena "Herdarnas tillbedjan" i Nationalmuseum, Stockholm och "De tre vise männens tillbedjan" i Kunstmuseet, Köpenhamn och vid Göteborgs konstmuseum..